# 漢 (ラッパー)
漢（かん、本名：川上 国彦、1978年6月7日 - ）は、新潟県長岡市生まれ、東京都新宿区育ちの日本のヒップホップMC。新宿を拠点に活動するヒップホップグループ・MSCのリーダー。漢 a.k.a. GAMI（カン・エーケーエー・ガミ）表記での活動が多い。MCネームの「漢」は不動明王を表す梵字の読み「カーン」、「GAMI」は幼少期の渾名である「ガミちゃん」から来ている。フリースタイルダンジョンの初代モンスターである。元妻はラッパーのMC麻起。

## 略歴
2000年にヒップホップクルーMS CRU（現：MSC）を結成。2002年6月10日、MS CRUのメンバーとしてEP『帝都崩壊』でデビュー。収録曲「幻影」でDABOをディスし、数年に渡りビーフに発展する。
2002年8月、B BOY PARK 2002 MC BATTLEで優勝。2005年1月26日、1stソロアルバム『導〜みちしるべ〜』をLibra Recordsより発売。初回限定版に付属されているDVDでは、「極論」のミュージック・ビデオと、フリースタイル風景が収録されている。同年から開催されたMC BATTLEの大会ULTIMATE MC BATTLEをLibra Recordsと共に立ち上げる。
2011年3月24日、シングル「I will show you」をiTunes限定で発売。2012年5月29日、ミックスCD『HURTFUL - MIXED BY DJ GATTEM』を自身のレーベル「9SARI GROUP」とCDショップ「CASTLE-RECORDS」共同で1000枚限定で発売。同年8月8日、株式会社鎖グループを設立し、ミックスCD『MURDARATION』をMC漢 & DJ琥珀名義で発売。2014年9月24日、ソロEP『9sari』を9SARI GROUPより発売。
2020年5月2日、東京都新宿区で乾燥大麻を所持したとして、大麻取締法違反（所持）で警視庁戸塚警察署に現行犯逮捕された。尿検査を行ったところ、覚醒剤の陽性反応も示され、覚醒剤取締法違反（使用）容疑でも調べられる方針となった。5月22日、大麻取締法違反（所持）の罪で起訴。7月6日、千葉県成田市の住宅で大麻を所持したとして、大麻取締法違反（所持）の疑いでふたたび逮捕された。
Start Over Againと復帰を誓う動画のアップロードから、わずか10日で逮捕された。その後、千葉県での大麻所持に関しては不起訴処分となった。
2020年12月4日、『Start Over Again EP』を配信リリース。

### MC BATTLE 戦績
- 2000年、B BOY PARK 2000 MC BATTLEでは、本選出場もKREVAに敗れ二回戦敗退。
- 2002年、B BOY PARK 2002 MC BATTLE優勝。
- 2003年、B BOY PARK 2003 MC BATTLE4位。
- 2005年、ULTIMATE MC BATTLE 2005準優勝。
- 2009年、3 ON 3 PROFESSIONAL MC BATTLE準優勝。
- 2017年、B-BOY PARK 2017 MC BATTLE準優勝。
- 2018年、戦極MCBATTLE 第18章 優勝。
- 2020年、spotlight2020 準優勝。

## 9SARI グループ
2012年5月29日発売のミックスCD『HURTFUL - MIXED BY DJ GATTEM』に合わせてヒップホップレーベル9SARI GROUP（クサリグループ）を設立。同年8月8日、株式会社鎖グループ（くさりグループ）を設立。2014年にはスタジオとカフェが併設された「鎖オフィス」を西早稲田駅近くにオープン。
鎖グループ設立計画の協力者であり2014年3月5日に事故により死去した元PヴァインのA&R佐藤将がかつて設立したレーベルBLACK SWAN（ブラックスワン）との合同記者会見を2014年6月4日に開き、BLACK SWANはDARTHREIDERが代表を引き継ぎ鎖グループ内のレーベルにする事とMSCがBLACK SWANに所属する事、両レーベルに所属するアーティストなどが発表された。旧知の間柄であった佐藤将とは水面下で会社を合併しようという計画を立てていたとされ、その流れでスタジオや事務所を建設していたと明かした。
また、自身及びMSCが所属していたLibra Recordsへの告発や提訴の準備をしているとする発言もされ、Libra Records関係者による執拗な暴力や恫喝があった事、共催関係にあったULTIMATE MC BATTLEの運営に関する問題、印税・給与などの金銭問題などについて触れ、Libra Recordsとのビーフの開始を宣言した。これについてLibra Records代表の西原慶祐は反論はあるが公式的にリアクションすることは考えていないと述べ、ULTIMATE MC BATTLEは予定通り開催すると述べた。
2020年6月5日、漢が出演した動画がYouTubeに公開された。動画の中で、自身の不祥事を受けて鎖グループの代表取締役を辞任することを発表した。

### 所属アーティスト

#### 9SARI GROUP
- 漢 a.k.a. GAMI ※代表
- D.O
- HI-BULLET
- DOGMA
- LORD 8ERZ

#### BLACK SWAN
- DARTHREIDER ※代表
- MSC
- GOKU GREEN
- PONY
- LIBRO

#### FOREMAN
- DJ 琥珀

## DABOとのビーフ
自伝『ヒップホップ・ドリーム』でDABOとのビーフについて詳細に書かれており、DABOを敵対視するに至った理由は「リアルでない」という事が主な理由であり、その例として2002年にDABOが発表したシングル「恋はオートマ」のミュージック・ビデオではDABOが車を運転している演出があるが、別のインタビューによるとDABOは車の免許を持っていないと述べていた事を知ったという事や、同年にDABOが発表したアルバム『HITMAN』のジャケットではDABOが銃を構えているものとなっており、これについて漢は「銃を構えることがどういう意味を持つか考えてほしい」と述べ、これらのDABOの行為に対し「日本のヒップホップのリアルとは何か？」というデリケートな問題として捉えビーフに発展させる。ディスの応酬を収録した楽曲は以下の通り。
| 発売日         | アーティスト   | 楽曲名                      | 収録作品                        |
| -------------- | -------------- | --------------------------- | ------------------------------- |
| 2002年6月10日  | MS Cru         | 幻影                        | 『帝都崩壊』                    |
| 2002年9月25日  | DABO           | WANNABEES CUP 2002          | 『HITMAN』                      |
| 2003年2月25日  | MSC            | Freeky 風紀委員             | 『MATADOR』                     |
| 2003年9月26日  | キエるマキュウ | 4 BIG SHIT feat.DABO, YOUTH | 『THE PEEP SHOW (SUPER FREAK)』 |
| 2003年12月24日 | DABO           | おそうしき feat. 般若       | 『DIAMOND』                     |
| 2005年1月26日  | 漢             | Take Candy From A Baby      | 『導 〜みちしるべ〜』           |

なお、2004年7月にShibuya O-EASTで開催された妄走族のMASARU主催のイベントでDABOと初めて直接対面することとなる。初めに、会場へ向かう道中でDABOが通りすがるのを車内から発見し、「いまのDABOじゃないか！」と叫ぶもDABOはそのまま過ぎ去る。続いて、MSCのメンバーと共に会場の控室で待機していると、挨拶回りをしていたDABOが控室に来る。ここで初めて顔を合わせるも、DABOはドアをそっと閉めて去る。
その後イベントではDABOのライブが行われ、漢をディスした曲「おそうしき feat. 般若」を披露する。その途中に漢がステージに乱入し、DABOにフリースタイルを仕掛けるも、DABOは自身の持ち曲で返したためバトルらしいバトルにはならなかった。その後、2005年1月に総括的なディス曲「Take Candy From A Baby」を発表。すると、般若から仲裁が入りDABOと電話で会話する事となり和解に至る。
後にDABOはTwitterで漢について、2012年7月に「初めての体験をさせてくれたかけがいのないマイメン」、「初めてのビーフがあいつでよかった」、2013年には「リスペクト漢！いぇいいぇい♪」等とツイートしており、好意的なアピールをしている。

## ディスコグラフィ

### シングル
- 「I will show you」（2011年3月24日）
- 「不夜城 feat. 秋田犬どぶ六」（2011年3月24日）
- 「BLACK MONEY」（2011年4月7日）
- 「新宿ストリート・ドリーム」(2017年3月14日)

### アルバム
- 『導 〜みちしるべ〜』（2005年1月26日）
- 『MURDARATION』（2012年8月8日）
- 『ヒップホップ・ドリーム』(2018年2月28日)

### EP
- 『9sari』（2014年9月24日）

### MIX CD
- 『HURTFUL - MIXED BY DJ GATTEM』（2012年5月29日）
- 『MURDARATION』（2012年8月8日）

### DVD
- 『CASTLE TV 番外編 -漢と宿と粋と情-』（2012年8月8日）CASTLE RECORDSノベルティ。非売品。

### 参加楽曲
- 「毒立毒歩 Feat. 漢 & DEV LARGE」I-DeA『self-expression』
- 「Ultimate Love Song (Letter) Feat. MONEV MILS & 漢」I-DeA『self-expression』
- 「道 (23区) Feat. 漢」SEEDA『BREATHE』
- 「ILLBROS feat. MC漢」TAB001『LIFE STYLE MASTA』（2010年10月20日）
- 「24 Bars To Kill Feat. ANARCHY, RINO LATINA II, 漢, Maccho」SKI BEATZ『24 Bars To Kill』
- 「SE7EN Feat. 漢, O2, メシアTHEフライ, DJ KEN-ONE」SATELLITE『FULL SMOKE』（2011年9月21日）
- 「I'M YOUR PUSHA feat. MC漢」MEGA-G『ORIGINAL SOUNDTRACK FROM THE M.E.T.S. LIFE』（2013年7月26日）
- 「一網打尽 REMIX feat.NORIKIYO, SHINGO☆西成, 漢」韻踏合組合（2014年8月13日）
- 「U GOTTS TA CHILL feat. GOKU GREEN, 漢 a.k.a. GAMI」ダースレイダー『REIDERS EP』（2014年9月24日）
- 「KUSARI GROOVE feat. PIT-GOB, T2K, DUCTH MONTANA, 漢, DOGMA」D.O『TOKYO RAP CARTEL』（2014年10月22日）
- 「おくのへや feat. PONY, DARTHREIDER, 漢 a.k.a. GAMI」GOKU GREEN 『ACID&REEFER』（2014年10月22日）
- 「Riddim Rider feat. D.O, 漢 a.k.a. GAMI」HI-BULLET『THIS IS HI-BULLET』（2014年11月26日）
- 「Baby feat. D.O, 漢 a.k.a. GAMI」HI-BULLET『THIS IS HI-BULLET』（2014年11月26日）
- 「SUKIKATTE feat. DOGMA, 漢 a.k.a. GAMI, LIBRO」PONY『PONY EP』（2014年11月26日）
- 「You Only Live Once feat. 漢 a.k.a. GAMI & 輪入道」DJ Deckstream『DRESS CODE』（2014年12月10日）
- 「LIFE STYLE feat. 漢 a.k.a. GAMI, D.O」SALU『INDIGO』（2017年5月24日）
- 「MONSTER VISION」Dungeon Monsters『MONSTER VISION』（2017年6月7日）
- 「言魂 feat.孫GONG , 漢 a.k.a GAMI」阿修羅MIC『言魂』（2021年4月10日） [21]

## メディア出演
- BAZOOKA!!! 高校生RAP選手権（BSスカパー）審査員他ライブでも出演。
- フリースタイルダンジョン（テレビ朝日、2015年9月30日 - ） 元レギュラー
- 漢たちとおさんぽ（FRESH! by cyberagent 2016年7月12日 - ） レギュラー
- バイキング（フジテレビ、2017年1月16日）

## 著書
- 『ヒップホップ・ドリーム』河出書房新社、2015年6月29日。ISBN 978-4-309-27605-2。
- 『北新宿2055』東京キララ社、2018年10月。[22]